# 玫瑰花车游行
玫瑰花车游行（英語：Tournament of Roses Parade，或简称Rose Parade），因赞助原因又称玫瑰花车游行由Honda呈现（英語：Rose Parade presented by Honda），是美国加州帕萨迪纳市于每年1月1日举行的大型新年庆祝游行。起源于1890年，至今已第134届並實際举办了130届，歷史上僅於1942年、1943年及1945年因二戰和2021年因新冠疫情中斷過四屆。每年来自全美乃至世界各地近六十辆用玫瑰花与各种花朵装饰的大型花车、乐队及游行队伍，吸引数十万来自世界各地的观众。通常在游行之后便是一年一度的玫瑰碗美式足球赛，如果新年是星期日，游行和球赛都顺延一天。2011年开始，游行由本田技研工业有限公司赞助，游行的第一辆车也是本田公司的车。所有花车都根据当年游行的主题而设计。

## 历史

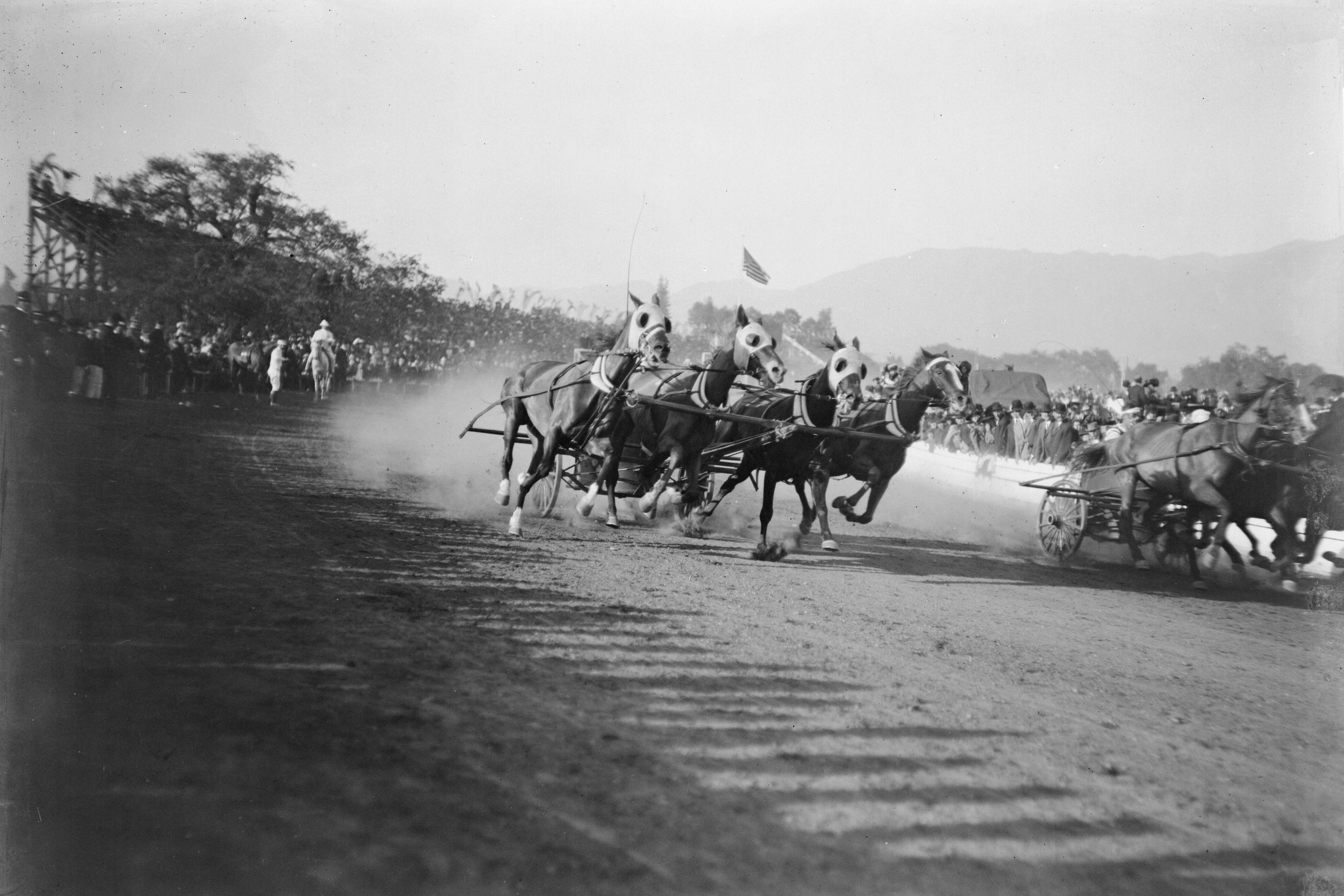
在1908年玫瑰花车游行时举办的战车竞赛，后来被玫瑰碗替代。

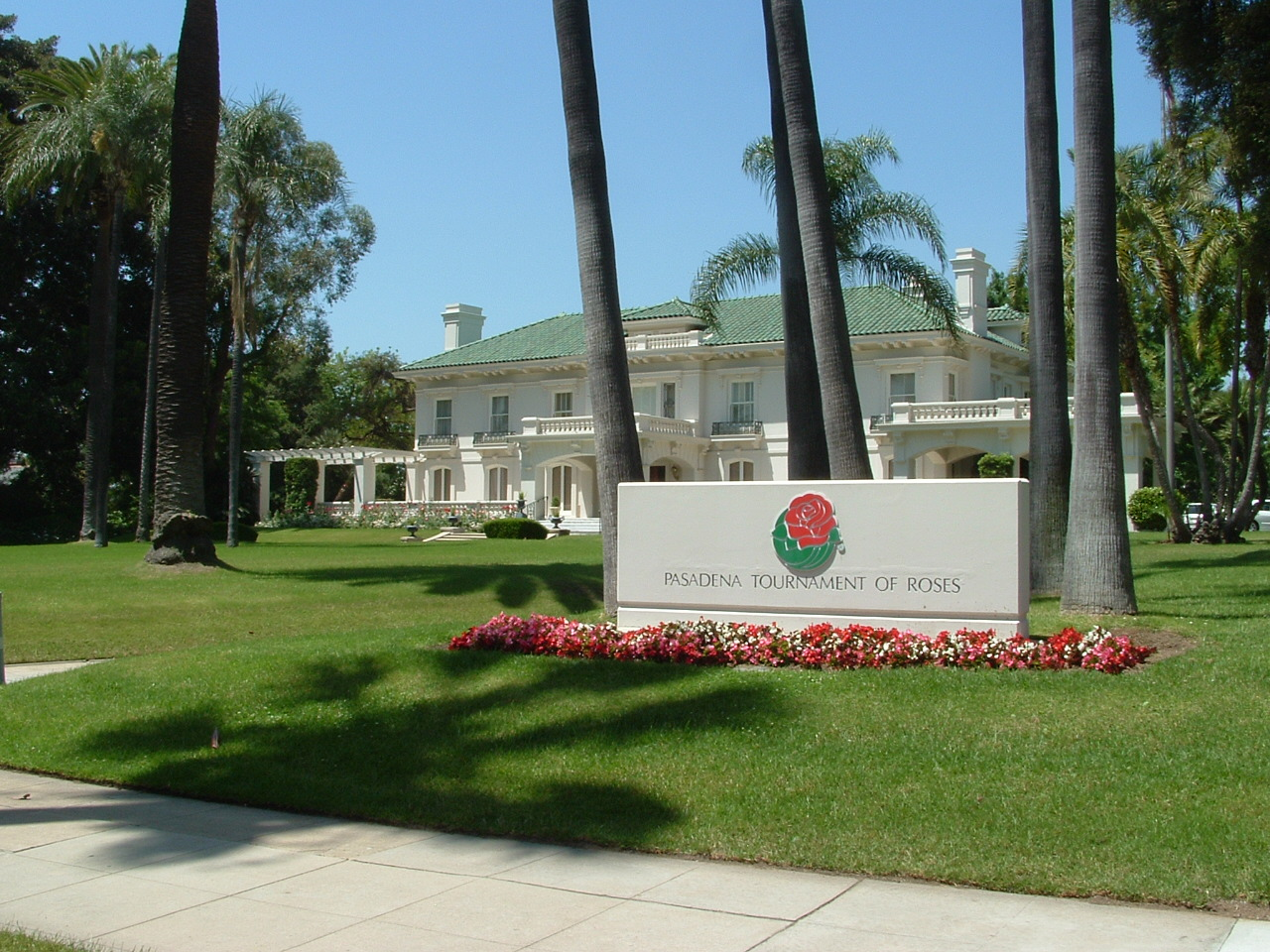
Tournament House

1890年，帕萨迪纳市的Valley Hunt Club成员举办了第一届玫瑰花车游行，并从此以后在每年的新年举办游行。根据在1893年建立一条条例，如果当年的1月1日是星期日，则游行推后一天，在1月2日星期一举行，因此玫瑰花车游行从未在星期日举办。当地传说“这游行与上帝有约定；我们绝不在星期日举办游行，他也绝不让雨在游行时落下。”但根据玫瑰花车游行协会的网站，这一从不在星期日举行游行的条例仅仅是为了避免星期日的礼拜被拴在当地教堂外的马匹打扰。巧合的是，玫瑰碗也从未在星期日举办，以避免与国家橄榄球联盟的赛事冲突。其他在1月1日举行的球赛也遵循这一规定，例如國家冰球聯盟的冬季经典赛（NHL Winter Classic）。

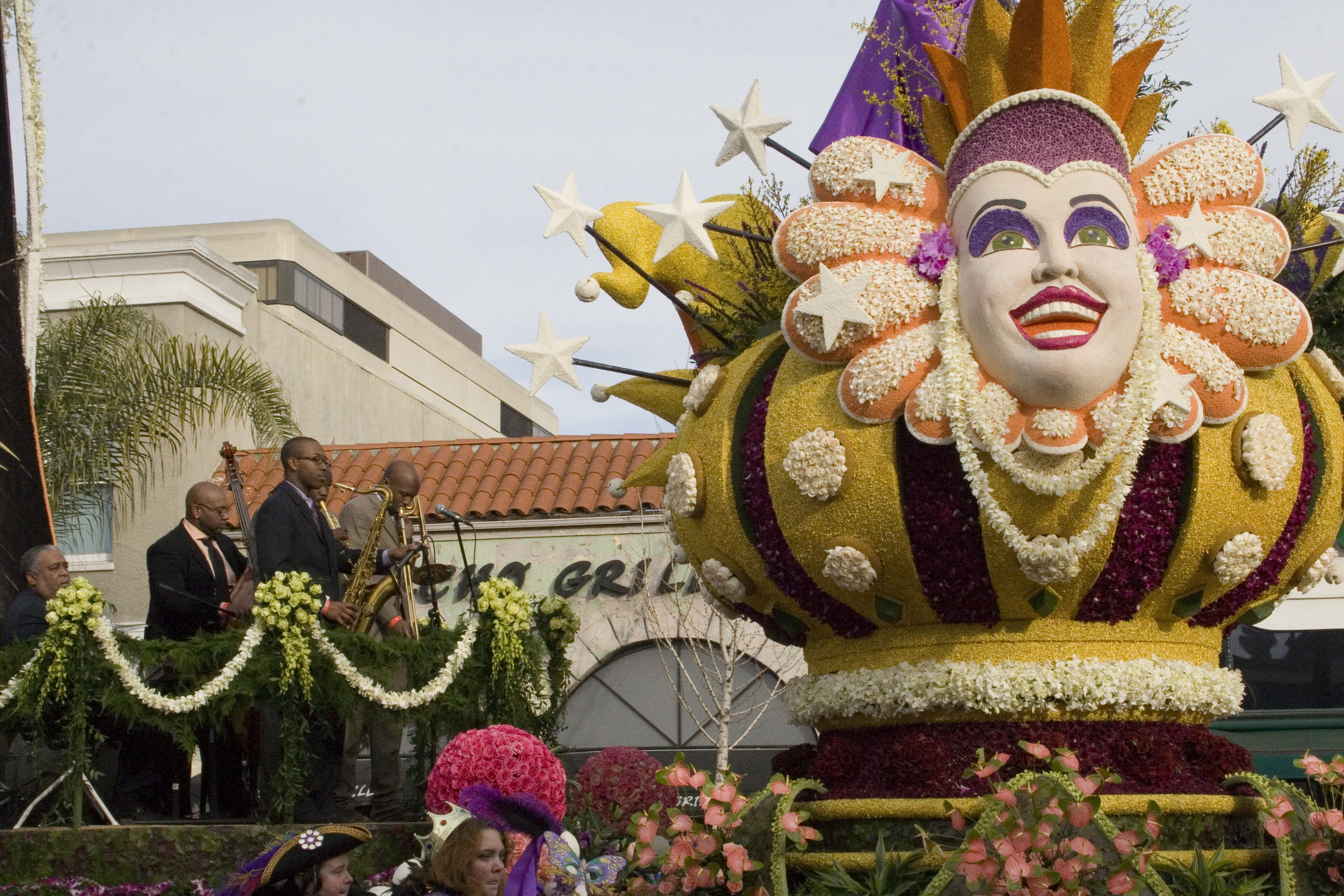
参加2008年游行的一辆花车

许多Valley Hunt Club成员之前都住在美国东部和中西部，在他们搬到加州后，希望展示加州温暖的冬天。在一场俱乐部集会中，查尔斯·弗雷德里克·霍尔德（Charles Frederick Holder）教授宣布“在纽约，人们深陷于雪中。在这里，鲜花已然盛开而橙树即将结果。让我们举办一个节日，把我们的天堂告诉世界。”于是该俱乐部成员组织了铺满鲜花的马车和在城镇空地上举行的跑步、马球、和拔河比赛，吸引了2000多人。看到正在展示的大量鲜花，霍尔德教授决定将此活动称为“Tournament of Roses”。
在接下来的几年，行进乐队和机动化花车也加入了游行队伍。在1895年，该活动已过于庞大，无法由Valley Hunt Club运作。玫瑰花车游行协会因此成立。在1900年第11届游行时，游行使用的地块被命名为Tournament Park。 很快，活动添加了鸵鸟竞赛、驯马演示，甚至一场新奇的骆驼和大象赛跑（大象获胜）。游行道路边架起了观礼台，美国东部的新闻媒体也开始关注这项活动。
在Mrs. Wrigley于1958年去世后，William Wrigley Jr.将其文艺复新风格的宅邸赠与帕萨迪纳市，但要求该宅邸成为玫瑰花车游行协会的永久总部。该宅邸被称为Tournament House。
第一个关联的美式足球赛在1902年1月1日开赛，名为“Tournament East-West football game”，一般被认为是第一场玫瑰碗。第二场比赛在1916年新年举办，之后每年都有美式足球赛。1923年，因比赛而建的玫瑰碗體育場落成，玫瑰碗也获得了现在的名称。玫瑰碗在2002年和2006年是BCS全国冠军赛，因此与玫瑰花车游行不在同一天。有一些球迷并不喜欢这一改变，认为破坏了玫瑰碗的传统氛围。从2007年开始，全国冠军赛与碗赛分开，不再影响比赛日期。

## 大礼官
游行的大礼官（Grand Marshal） 是一个由玫瑰花车游行理事长所任命的荣誉职位。许多大礼官都是因为与当年游行主题有联系而被选上的。每年的游行主题也由玫瑰花车游行理事长选择。

## 外部連結
- Tournament of Roses Parade official site
- The Rose Diaries
- Rose Parade 2017, Pasadena, California （页面存档备份，存于）
- Rose Parade float, 1936 （页面存档备份，存于） at the Los Angeles Times Photographic Archive (Collection 1429). UCLA Library Special Collections, Charles E. Young Research Library（英语：Charles E. Young Research Library）, University of California, Los Angeles.